# Анна Вильгельмина Ангальт-Дессауская
Анна Вильгельми́на Ангальт-Дессауская (нем. Anna Wilhelmine von Anhalt-Dessau; 1715 — 1780) — немецкая принцесса, восьмой ребёнок в семье князя Леопольда I Ангальт-Дессауского и его супруги имперской княгини Анны Луизы Фёзе.

## Биография
27-летняя любимая дочь Анна Вильгельмина получила от отца в подарок поместье Мозигкау под Дессау. Незамужняя принцесса занялась строительством своей летней резиденции — дворца Мозигкау, предназначенного исключительно для пребывания дам. Кавалеры останавливались в соседних павильонных строениях.
Анна Вильгельмина отличалась способностями к финансам и вела бухгалтерию брата, принца Морица Агальт-Дессауского и на время его лечения от тяжёлых ранений на поле боя управляла его поместьями и персоналом.
В год своей смерти Анна Вильгельмина составила завещание об учреждении во дворце Мозигкау монастыря для дворянок, функционировавшего вплоть до 1945 года.